# Trios pour piano et cordes de Martinů
Pour les articles homonymes, voir Trio pour piano et cordes.
Bohuslav Martinů composa quatre trios pour violon, violoncelle et piano.

## Cinq Pièces brèvesH.193
1. Allegro moderato
2. Adagio
3. Allegro
4. Allegro moderato
5. Allegro con brio

## Triono2H.327
1. Allegro moderato
2. Andante
3. Allegro

- Durée d'exécution: seize minutes

## Triono3H.332
1. Allegro moderato
2. Andante
3. Allegro